# Pierre Matthieu
Pour les articles homonymes, voir Matthieu, Mathieu et Pierre Mathieu.
Pierre Matthieu ou aussi Pierre Mathieu (Pesmes, 1563 - Toulouse, 1621) est un écrivain, poète et dramaturge et historiographe comtois.

## Biographie
Pierre Matthieu naît à Pesmes dans le comté de Bourgogne en 1563. Il  fait ses études chez les Jésuites, où il maîtrise rapidement le latin, le grec ancien et l'hébreu. À 19 ans, il sert d'adjoint à son père au collège de Vercel (dans l'actuel département du Doubs). Il y fait jouer par les élèves la tragédie d’Esther (imprimée à Lyon en 1585). Il poursuit des études de droit à Valence (il obtient son doctorat en 1586) et devient avocat (au présidial de Lyon).
Bien qu'il eût témoigné de son attachement pour les princes de Guise et la Ligue catholique, il fut du nombre des députés que les habitants de Lyon envoyèrent à Henri IV en février 1594 pour l'assurer de leur fidélité. Le roi ayant, l'année suivante visité cette ville, Matthieu fut chargé de surveiller toutes les cérémonies relatives à la réception royale. Il se rend par la suite à Paris, où la protection de Pierre Jeannin lui permet d'obtenir le titre d'historiographe. Fort bien vu à la cour, il s'entretient assez familièrement avec Henri IV, qui ne dédaigne pas de l'instruire des particularités de son règne.
Il tombe malade alors qu'il accompagne Louis XIII au siège de Montauban et meurt à Toulouse à l'âge de 58 ans.

## Œuvre
Pierre Matthieu a écrit cinq tragédies : Clytemnestre (1578), Esther (1585), Vashti (1589), Aman, de la perfidie (1589) et La Guisiade (1589). Poète, il publia des Tablettes de la vie et de la mort, ou Quatrains de la vie et de la mort. Ses romans  Aelius Sejanus et La Femme Cathenoise sont hostiles à Concini et à son épouse Léonora Caligaï.
Il composa aussi plusieurs ouvrages d'historiographie.
Comme le jésuite Pierre Cotton, Pierre Matthieu, « conseiller ligueur reconverti en chantre de la monarchie » (F. Lestringant) fut accusé de plagiat par Agrippa d'Aubigné.

### Ouvrages religieux
- In Hosseam prophetam commentaria, Lyon, P. Landry, 1588
- Instructorii conscientiæ, 1588

### Tragédies
- Clytemnestre. De la vengeance des injures perdurable à la posterité des offencez, et des malheureuses fins de la volupté (1589); avec Vashti et Aman
- Esther. Histoire tragique en laquelle est représentée la condition des Rois et Princes sur le theatre de fortune (1585) fut jouée au collège de Vercel (dans le département actuel du Doubs). Comme le souligne Louis Lobbes, en 1588, cette pièce "paraissait prendre tout à coup un étonnant air d'actualité". En effet, après la Journée des Barricades (12 mai 1588), Henri III dut se réconcilier avec le duc de Guise. On pouvait attribuer cette réconciliation à Catherine de Médicis: "Esther ressuscitait sous les traits de Catherine": l"'héroïne biblique intervient auprès de son époux Assuérus pour empêcher le massacre des Juifs voulu par le favori Aman." Les prochains États généraux, à Blois, s'annonçaient comme la fin des épreuves, le peuple de Dieu semblait de nouveau devoir son salut à une femme providentielle". Matthieu remania par la suite son Esther. De ce travail de réécriture naquirent deux autres tragédies:
- Aman, de la perfidie (1589), qui raconte comment les Juifs sont sauvés du massacre. Mardochée y figurerait le duc de Guise;
- Vashti. Premiere tragedie de Pierre Matthieu (1589), qui expose la disgrâce de la première épouse d'Assuérus, Vashti, remplacée par Esther. C'est l'occasion pour le dramaturge de faire l'éloge d'Henri III. Après le meurtre du duc de Guise, à Blois (23 décembre 1588) et de son frère le Cardinal de Lorraine le lendemain, Matthieu change de dédicataire. Ce n'est plus le roi mais Nemours, frère des victimes;
- La Guisiade attaque ouvertement Henri III et justifie la révolte des Ligueurs. Cette pièce fut imprimée trois fois. La dédicace de la première édition, au duc de Mayenne, « Lieutenant General de l'Estat et Coronne de France », est du 1er mai 1589 Le 1er août 1589, Jacques Clément ayant assassiné Henri III, « Matthieu allait s'appliquer à justifier le geste criminel du moine, donc à faire endosser au roi la responsabilité de son propre assassinat » (L. Lobbes). La deuxième édition « reveüe, augmentee » est encore dédiée au duc de Mayenne.
- La Magicienne estrangere, Rouen, 1617. Consultable sur gallica https://gallica.bnf.fr/ark:/12148/bpt6k724391/f2.image

### Écrits polémiques et historiques
- Stances sur l’heureuse publication de la Paix et Saincte Union, B. Rigaud, 1588.
- Pompe funebre des penitents de Lyon, en deploration du massacre faict à Blois ... Avec l'Oraison sur le mesme suject, prononcé par M. Pierre Matthieu ...; Lyon, Jacques Roussin, 1589, in-8°.
- Histoire de la mort déplorable de Henry IIII, Roy de France et de Navarre: ensemble un poème, un panégéryque et un discours funèbre dressé à sa mémoire immortelle, Paris, Guillemot et Thiboust (éds.), 1611. Récit de l'assassinat du roi Henri IV par son historiographe.
- Histoire des derniers troubles, 1594-1595
- Histoire de France et des choses memorables advenues aux provinces estrangeres durant sept années de paix. Paris, J. Metayer et M. Guillemot, 1605. In-4. (cf Duportal, II, n°78). Illustrations sur cuivre de Fornazeris. [Voir cat. Librairie Veyssière 2009, exemplaire réglé, dans une reliure du temps "aux petits fers".)
- Florilegium ab Henrico IIII. immortaliter gestarum; ex variis elogiis quæ illi scripta sunt ... Recueil des éloges, sur les actions les plus signalées et immortelles de Henri IIII. Roy de France et de Navarre, Paris, Abraham Saugrain, 1609, in-8°. [Eloges de Pierre Matthieu; d'Agrippa d'Aubigné; d'Achille de Harlay, sieur de Champvallon, marquis de Bréval et d'Ange Cappel, sieur de Luat].
- Histoire de Louys XI, roy de France et des choses mémorables advenues en l'Europe durant vingt & deux années de son règne : enrichie de plusieurs observations qui tiennent lieu de commentaires, Paris, chez la veuve Matthieu Guillemot, 1628[1].

### Poésie
- Tablettes de la Vie et de la Mort , 1610. Elles ont été mises en musique par Artus Aux-Cousteaux entre 1636 et 1652.
- Les Quatrains de Pierre Mathieu. Les tablettes de la vie et de la mort, édition de 1850 (Plancy et Paris), consultable sur Gallica.
- Tablettes ou Quatrains de la Vie et de la Mort, réédités dans Éric Tourrette (présentation), Quatrains moraux XVIe – XVIIe siècles: Guy du Faur de Pibrac, Antoine Favre, Claude Guichard, Pierre Mathieu et Guillaume Colletet; Editions Jérôme Millon, 2008. Partiellement consultable sur Google Livres.

### Romans

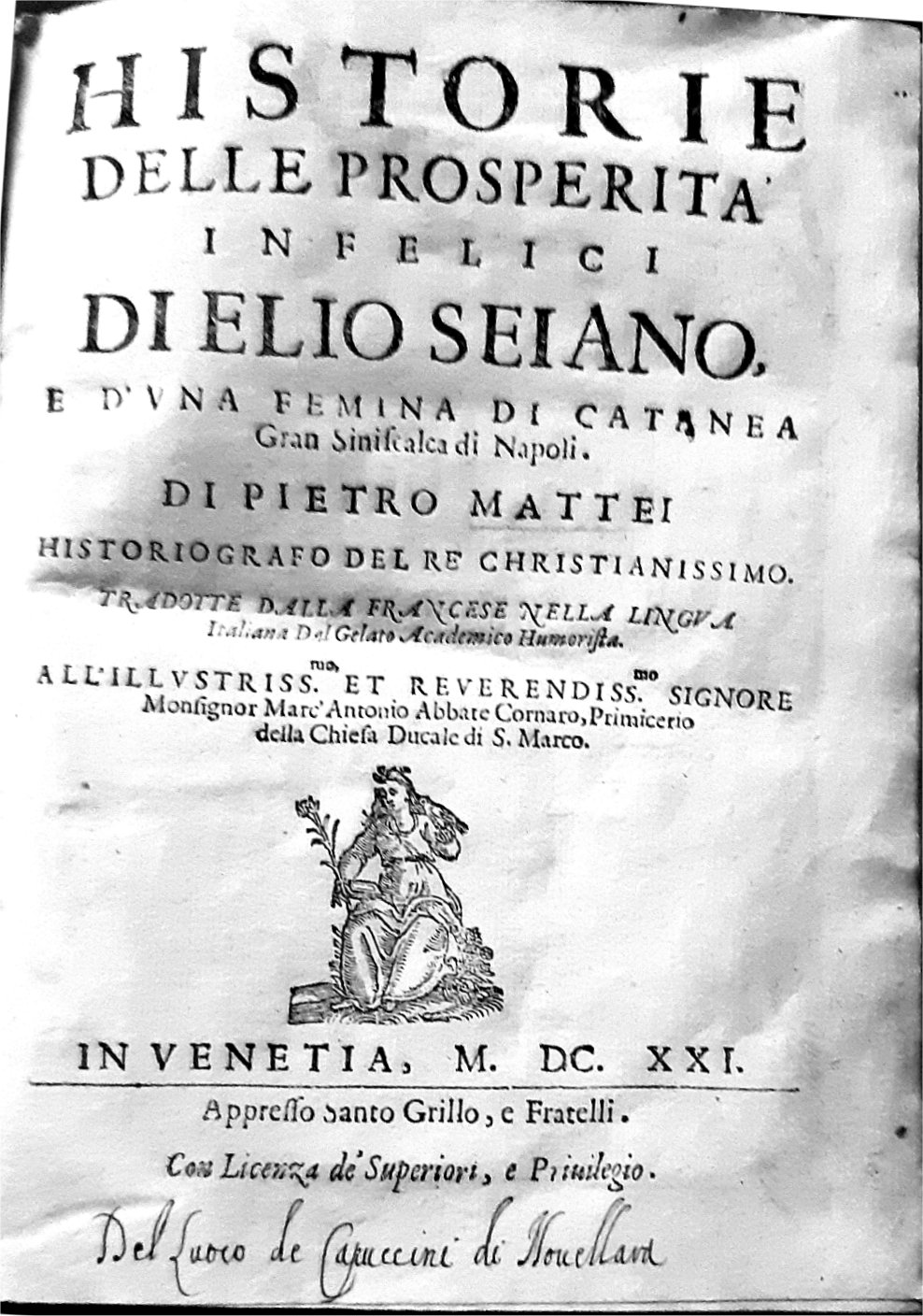

- Histoire d'Ælius Sejanus, Paris, Breuneval (éd.), 1617.
- Histoire des prosperitez malheureuses d'une femme cathenoise, grande sesnechalle de Naples, 1617. Consultable sur gallica https://gallica.bnf.fr/ark:/12148/bpt6k134881m/f1.item.zoom

### Valeur littéraire
En 1843, à une époque où Pierre Matthieu était fort oublié, Jean-Barthélemy Hauréau écrivait au sujet de ses Quatrains sur la vie et la mort : « Nous n'avons sur MATHIEU aucun document. (...) nous pouvons d'autant moins laisser en oubli ce mystérieux personnage, que les vers publiés sous son nom nous paraissent fort estimables. » Hauréau comparait alors des vers de Matthieu et de Malherbe traitant d'un même sujet et donnait la palme à Matthieu.